# سانت أديل (كيبك)
سانت أديل، كيبك (بالإنجليزية: Sainte-Adèle) هي مدينة كندية تقع في مقاطعة كيبك. تبلغ مساحة هذه المدينة 119.9836 (كم²)، ويبلغ عدد سكانها 10634 نسمة حسب إحصاء سنة 2006 م، بينما كان يسكنها 9215 نسمة في سنة 2001 م. تحتل هذه المدينة المرتبة رقم 358 بين مدن كندا حسب عدد السكان والمرتبة رقم 88 في المقاطعة. النمو سكاني في هذه المدينة يقدر بـ(15.4).

## أعلام
- فرانسوا لورو
- سوزان مارتل
- فرانس دامور
- دونالد فارلي

## وصلات خارجية
- الأطلس الحكومي لكندا
- إحصاءات كندا مع ساعة تعداد السكان نسخة محفوظة 23 مارس 2008 على موقع واي باك مشين.